# Ferrovia Thalwil–Arth-Goldau
La ferrovia Thalwil–Arth-Goldau è una linea ferroviaria svizzera a scartamento normale posta sull'asse nord-sud del Gottardo. Il tratto Zugo–Arth-Goldau è il solo tratto a binario unico sull'asse ferroviario del Gottardo. La linea, diramandosi da Zug a Lucerna, insieme alla Linksufrige Zürichseebahn fino a Thalwil è parte del collegamento Zurigo-Lucerna, e ad Arth-Goldau si innesta alla linea del Gottardo collegando Zurigo al Canton Ticino e all'Italia.

## Storia
La linea tra Thalwil e Zugo è stata aperta il 1º giugno 1897. Realizzata dalla Schweizerische Nordostbahn (NOB) e aperta contemporaneamente alla tratta Zugo-Arth Goldau realizzata dalla Gotthardbahn (GB); la ferrovia accorciava di 10 chilometri il percorso tra Zurigo e la Svizzera centrale, sino ad allora instradato sulla linea che attraversa il Knonaueramt.
Il 1º gennaio 1902 la NOB venne nazionalizzata: le sue linee entrarono a far parte delle Ferrovie Federali Svizzere (FFS), mentre la linea tra Zugo e Arth-Goldau della Gotthardbahn (GB) passò alle Ferrovie Federali Svizzere il 1º maggio 1909 e su questa tratta il 22 giugno 1922 venne attivata l'elettrificazione a corrente alternata con tensione di 15 kV e frequenza di 16,7 Hz. 
La linea Thalwil-Zugo venne elettrificata il 5 marzo 1923. Nel 1931 fu raddoppiata la tratta Zugo-Baar; nel 1962 toccò alla Thalwil-Horgen Oberdorf, mentre nel 1978 iniziarono i lavori per il raddoppio della tratta Baar-Litti terminati a fine 1980.

## Caratteristiche
La linea, a scartamento normale è elettrificata a corrente alternata monofase con la tensione di 15.000 V alla frequenza di 16,7 Hz; la pendenza massima è del 15 per mille. È doppio binario nei tratti Thalwil-Horgen Oberdorf e Litti-Zugo e in fase di raddoppio tra Zugo e Arth-Goldau.
Nel marzo 2019, in occasione del potenziamento dell'asse nord-su del Gottardo, il tratto Zugo–Arth-Goldau è stato chiuso al traffico per la costruzione del secondo binario. Il tratto restava infatti l'unico tratto di ferrovia a semplice binario tra Chiasso e Zurigo. La realizzazione del doppio binario permetterà di potenziare sia il traffico locale, S-Bahn, sia il traffico a lunga percorrenza domestico, IC, e internazionale, Eurocity.

## Percorso
| Unknown route-map component "tCONTg" |  | Continuation backward |  |  |

| Unknown route-map component "xtABZgl" | Unknown route-map component "tSTReq" | Unknown route-map component "ABZg+r" |  |  |

| Unknown route-map component "extLSTRl" | Unknown route-map component "extLSTR+r" | Unknown route-map component "S+BHF" |  |  |

| Unknown route-map component "tLSTR" | Unknown route-map component "ABZgl" | Unknown route-map component "CONTfq" |

| Unknown route-map component "extSTR" | Stop on track |  |

| Unknown route-map component "extLSTR" | Station on track |  |

| Unknown route-map component "extLSTR" | Enter and exit tunnel |  |

| Unknown route-map component "extLSTR" | Unknown route-map component "hKRZWae" |  |

| Unknown route-map component "CONTgq" | Unknown route-map component "xtKRZ" | Unknown route-map component "ABZg+r" |  |  |

| Unknown route-map component "extLSTR" | Non-passenger station/depot on track |  |

| Unknown route-map component "extLSTR" | Unknown route-map component "tSTRa" |  |

| Unknown route-map component "extSTR+GRZq" | Unknown route-map component "tSTR+GRZq" |  |

| Unknown route-map component "extLSTR" | Unknown route-map component "tSTRe" |  |

| Unknown route-map component "extSTRle" | Unknown route-map component "eABZg+Lr" |  |

| Non-passenger station/depot on track |

| Unknown route-map component "hKRZWae" |

| Station on track |

| Stop on track |

| Station on track |

| Unknown route-map component "exCONTgq" | Unknown route-map component "eABZg+r" |  |

| Station on track |

| 29,24 |
| 0,00  |

| Unknown route-map component "CONTgq" | Unknown route-map component "ABZgr" |  |

| Small arched bridge |

| Station on track |

| Enter and exit short tunnel |

| Station on track |

| Station on track |

| Station on track |

| Enter and exit short tunnel |

| Station on track |

| Enter and exit short tunnel |

| Station on track |

| Enter and exit short tunnel |

| Small arched bridge |

| Enter and exit short tunnel |

| Unknown route-map component "hSTRae+GRZq" |

| Enter and exit short tunnel |

| Enter and exit short tunnel |

| Enter and exit short tunnel |

| Small non-passenger station on track |

| Unknown route-map component "CONTgq" | Unknown route-map component "ABZg+r" |  |

| Station on track |

| Unknown route-map component "CONTgq" | Unknown route-map component "ABZgr" |  |

| Continuation forward |

### Thalwil–Zugo
La linea parte dalla stazione di Thalwil, diramandosi dalla Linksufrige Zürichseebahn e portale sud della galleria di base dello Zimmerberg. Il tratto di linea, a doppio binario dagli anni sessanta, sale costantemente sul versante settentrionale dello Zimmerberg toccando quindi Oberrieden Horgen Oberdorf ed Horgen, prima di imboccare il tunnel dello Zimmerberg a binario unico lungo 1985 metri. 

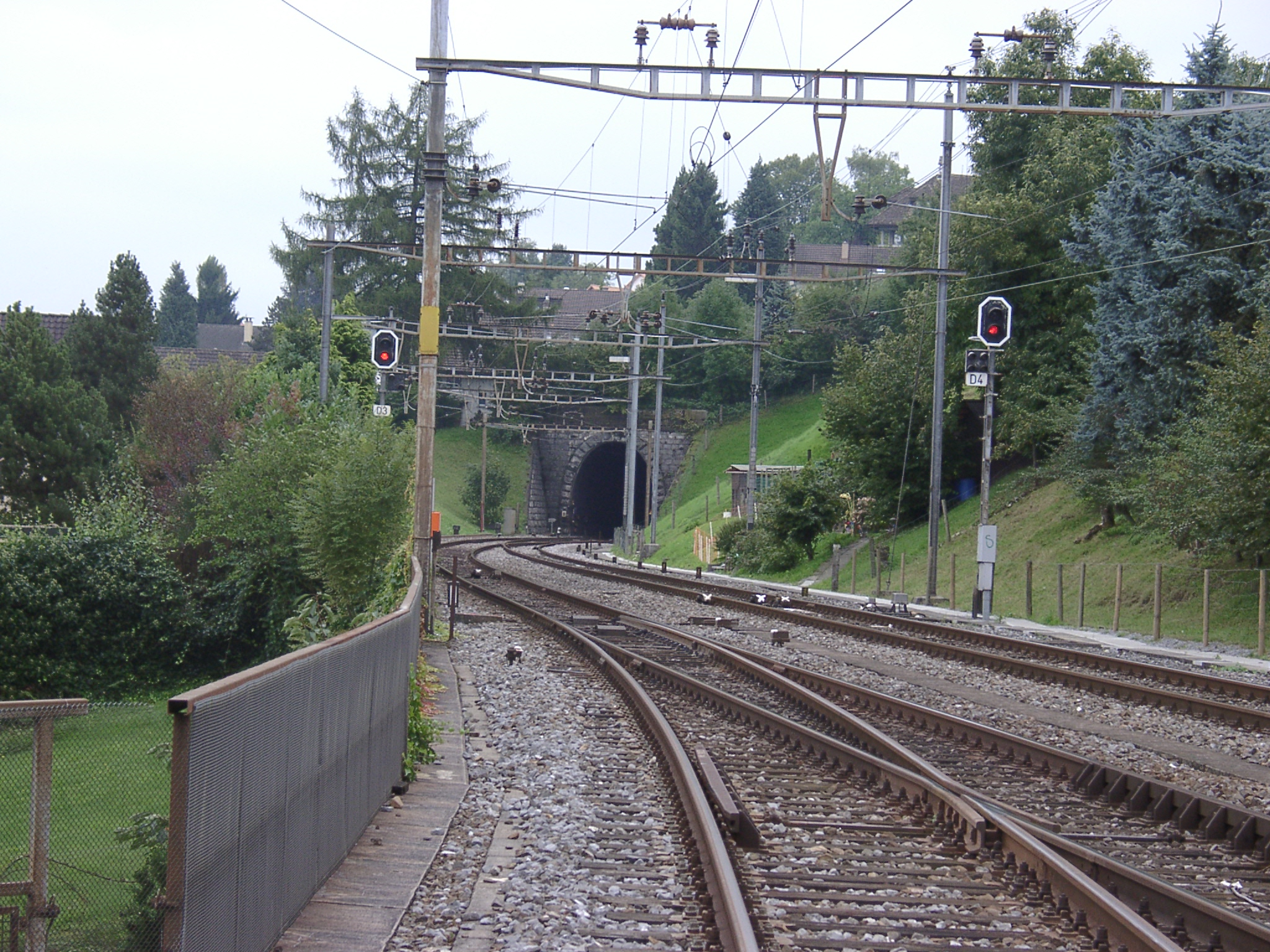
Il portale lato Horgen del tunnel dello Zimmerberg

La linea a nord di Thawil è collegata attraverso una diramazione alla prima parte lunga 9,4 km già in esercizio, della Galleria di base dello Zimmerberg collegandosi direttamente a Zurigo, attraverso un'entrata/uscita intermedia in direzione Zurigo grazie alla realizzazione di una struttura di collegamento ramificata e non incrociata. La diramazione di Thalwil costituisce ora l'accesso meridionale al tunnel di base ZBT I Zimmerberg..
Nella zona di Nidelbad è già stata scavata poco oltre il bivio per Thalwil la galleria principale dello ZBT II che quando sarà completata si ricollegherà alla linea per Arth-Goldau a Litti a nord di Zugo. 
Dopo il completamento della ZEB II, si prevede di mantenere l'uscita intermedia per Thalwil, che sarà ancora utilizzata dai treni della S-Bahn, dai treni merci e daii treni a lunga percorrenza sulla Walensee verso Coira e l'Arlberg e dai treni internazionali diretti in Austria, che continueranno a circolare attraverso questa diramazione.
Fino al completamento della Fase II, la capacità e le velocità rimangono fortemente limitate dalle rotte tradizionali.
Dopo la realizzazione della seconda parte del tunnel, non sarà invece possibile uscire a Thalwil proveniendo da Zugo.
Dopo il tunnel attraversa la Sihl su un tratto a doppio binario con ogni binario che attraversa il fiume con un proprio ponte e raggiunge la stazione di Sihlbrugg, soppressa nel 2012 e capolinea della Sihltalbahn, uscendo dalla quale imbocca la galleria dell'Albis a binario unico lunga 3359 metri, all'interno della quale passa il confine tra il Canton Zurigo e il Canton Zugo e raggiunge poi la stazione di servizio di Litti, da dove la linea corre a due binari fino alla stazione di Baar nel bacino del Lorze, attraversato prima di Baar; il vecchio ponte lungo 96 metri è stato sostituito con un nuovo ponte lungo 110 metri quando è stato costruito, nel 1981, il doppio binario. La linea tra Baar e Zug è stata dotata di doppio binario dal 1931.
Dopo Baar la linea giunge alla stazione di Zugo, dove la linea è stata collegata alla stazione ferroviaria esistente della Zürich-Zugo-Luzern-Bahn, gestita dalla NOB, e la stazione ha dovuto essere ricostruita, creando un collegamento con la linea ferroviaria Zurigo-Zugo e la linea ferroviaria Zugo-Lucerna.

### Zugo–Arth-Goldau
La tratta Zug–Arth-Goldau a binario unico, ha limitato fortemente l'esercizio della Zug Stadtbahn e dei treni espressi della linea del Gottardo. La linea attraversa un terreno geologicamente instabile sulle pendici occidentali dello Zugerberg, il che ha reso quasi impossibile la realizzazione del doppio binario. Inoltre, il percorso è minacciato da possibili frane e smottamenti.
Subito dopo la stazione ferroviaria di Zug la linea attraversa con un viadotto lungo 255 metri la Gotthardstrasse, la Baarerstrasse e la Poststrasse segue la fermata Zug Postplatz e il tunnel cittadino lungo 585 metri. Nel 2010 la fermata Zug Oberwil è stata ampliata per dare possibilità ai treni di potere incrociare. Prima di Walchwil la linea attraversa la galleria Lotenbach lunga 36 metri e la galleria Bühl lunga 90 metri. 

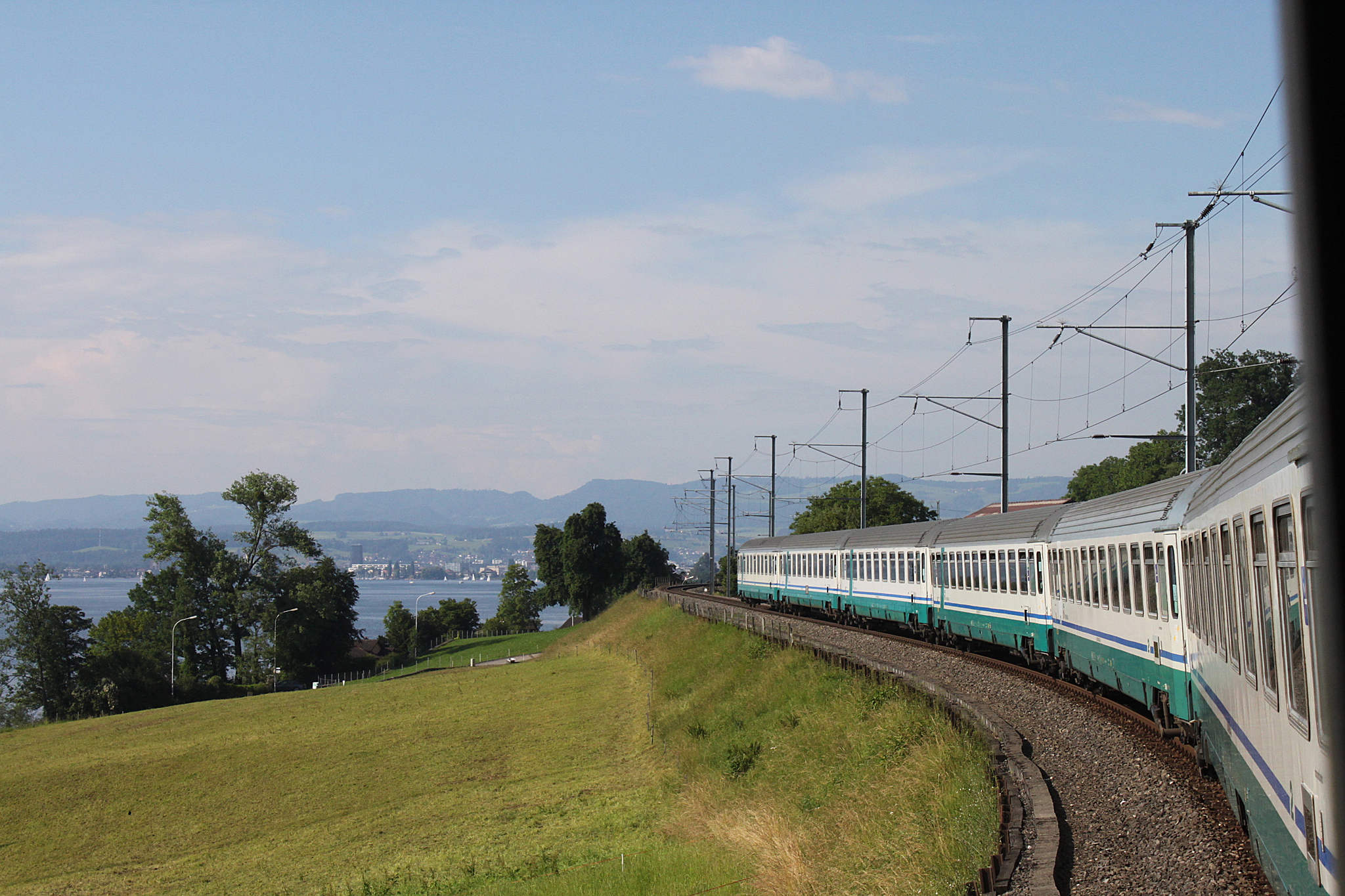
EuroCity 23 Zürich HB-Milano C.le in corsa lungo lo Zugersee tra Zug e Arth-Goldau

La stazione ferroviaria di Walchwil è stato per molto tempo l'unica dove i treni potevano incrociarsi e dove i treni regionali (oggi S2 della Zug Stadtbahn) incrociano solitamente i treni espressi del San Gottardo in arrivo. Seguono a breve distanza il tunnel Rossplatten lungo 48 metri, il ponte St. Adrian lungo 94 metri, il tunnel St. Adrian lungo 65 metri, il ponte Rufibach lungo 70 metri, dove passa il confine tra il Canton Zugo e il Canton Svitto, e il tunnel Rufibach lungo 40 metri. Successivamente segue il tunnel Kalkofen (tunnel della fornace da calce) lungo 69 metri e poco prima di Arth-Goldau il tunnel Mühlefluh lungo 192 metri. Alla successiva stazione di servizio Goldau Mühlefluh inizia la linea a doppio binario davanti alla stazione di Arth-Goldau, costruita sul luogo di una frana. Nella stazione di Arth-Goldau c'è un collegamento con la linea del San Gottardo delle SBB-CFF-FFS e alla linea ferroviaria SOB, per Pfäffikon nonché fino alla Arth-Rigi-Bahn .
Per poter far circolare ogni mezz'ora i treni espressi sul collegamento da Zurigo al Ticino, a partire dalla metà del 2019 è stato costruito un secondo binario vicino a Walchwil. Durante i lavori di costruzione, durati un anno e mezzo, il percorso tra Zug-Oberwil e Arth-Goldau è stato completamente chiuso, poiché parallelamente alla realizzazione del doppio binario erano in corso ampi lavori di manutenzione della linea. Durante questo periodo, il traffico regionale era servito dagli autobus, mentre i treni a lunga percorrenza venivano deviati attraverso la sponda occidentale del Lago di Zugo. Nel dicembre 2020 è tornata in funzione la linea lungo la sponda orientale del Lago di Zugo. 
L'inizio dei lavori per la realizzazione del doppio binario era originariamente previsto per il 2016. Tuttavia, è stata sollevata un'obiezione contro la concessione edilizia rilasciata dall'Ufficio federale dei trasporti. Il relativo procedimento giudiziario si è concluso nel 2018 con una sentenza del tribunale federale che ha respinto il ricorso.